# Emil
Emil – imię męskie pochodzenia łacińskiego. Wywodzi się od nazwiska rzymskiego rodu Emiliuszów (Aemilius). Łacińskie słowo aemulor oznacza „rywalizujący”. Patronem imienia jest Emil z Kordoby (†852), męczennik i święty katolicki wspominany 15 września.
Wśród imion nadawanych nowo narodzonym dzieciom, Emil w 2017 zajmował 73. miejsce w grupie imion męskich. W całej populacji Polaków Emil zajmował w 2017 r. 98. miejsce (26 740 nadań).
Żeńska forma: Emilia.
Emil imieniny obchodzi: 1 lutego, 22 maja, 26 maja, 28 maja, 18 czerwca, 5 sierpnia, 16 sierpnia, 11 października i 16 października.

## Odpowiedniki w innych językach
- angielski: Emil
- esperanto: Emilo[5]
- francuski: Émile
- hiszpański: Emilio
- łacina: Aemilus
- niemiecki: Emil, Amil
- etnolekt śląski: Ymil, Yjmil

## Znane osoby noszące imię Emil
- Émile Allais
- Émile Baudot
- Émile Borel
- Emilio Butragueño
- Émile Combes
- Émile Coué
- Émile Deschanel
- Émile Durkheim
- Emil Gołogórski
- Emile Griffith
- Emil Hegle Svendsen
- Emile Heskey – piłkarz angielski
- Emile Hirsch
- Émile Jaques-Dalcroze
- Émile Jonassaint
- Emil Karewicz
- Émile Lahoud
- Emil Lask
- Émile Lokonda Mpenza
- Émile François Loubet
- Emil Młynarski
- Emile M’Bouh
- Emil Nalborczyk
- Emil Orzechowski – teatrolog
- Emil Pływaczewski – prawnik
- Emil Polit
- Emil Leon Post
- Emil Racoviță
- Émile Reuter
- Emile Marc de Saint-Hilaire
- Emil Sajfutdinow – rosyjski żużlowiec
- Emił Stojanow (ur. 1959) – bułgarski dziennikarz, wydawca i działacz kulturalny, poseł do Parlamentu Europejskiego
- Emil Škoda
- Emil Wąsacz
- Emil Wedel
- Émile Waldteufel
- Emil Zátopek
- Emil Zegadłowicz
- Emil Zola
- Paul-Émile Botta
- Paul Émile Lecoq de Boisbaudran
- Jules-Émile Péan